# Masid
Masid (llamada oficialmente San Pedro de Maside) es una parroquia española del municipio de Sarria, en la provincia de Lugo, Galicia.

## Organización territorial
La parroquia está formada por doce entidades de población, constando once de ellas en el nomenclátor del Instituto Nacional de Estadística español:
- Carreiroá
- Celeiro
- Currial (O Currial)
- Fonte (A Fonte)
- Iglesia (Igrexa) (Río)*
- Outeiro
- Requeixo
- Romeo (O Romeo)
- San Estebo (Santo Estevo)
- San Vicente
- Vilerma (A Vilerma)
- Zanfoga

## Demografía
| Gráfica de evolución demográfica de Masid entre 2000 y 2021 |
|                                                             |
| Datos según el nomenclátor publicado por el INE.            |